# Municipio de Excelsior (Dakota del Norte)
El municipio de Excelsior (en inglés: Excelsior Township) es un municipio ubicado en el condado de Kidder en el estado estadounidense de Dakota del Norte. En el año 2010 tenía una población de 37 habitantes y una densidad poblacional de 0,4 personas por km².

## Geografía
El municipio de Excelsior se encuentra ubicado en las coordenadas 46°56′15″N 100°1′24″O / 46.93750, -100.02333. Según la Oficina del Censo de los Estados Unidos, el municipio tiene una superficie total de 93.48 km², de la cual 92,13 km² corresponden a tierra firme y (1,44 %) 1,34 km² es agua.

## Demografía
Según el censo de 2010, había 37 personas residiendo en el municipio de Excelsior. La densidad de población era de 0,4 hab./km². De los 37 habitantes, el municipio de Excelsior estaba compuesto por el 100 % blancos. Del total de la población el 0 % eran hispanos o latinos de cualquier raza.